# Mănăstirea Crișan
Mănăstirea Crișan este o mănăstire ortodoxă din România situată în comuna Ribița, județul Hunedoara.

## Galerie foto

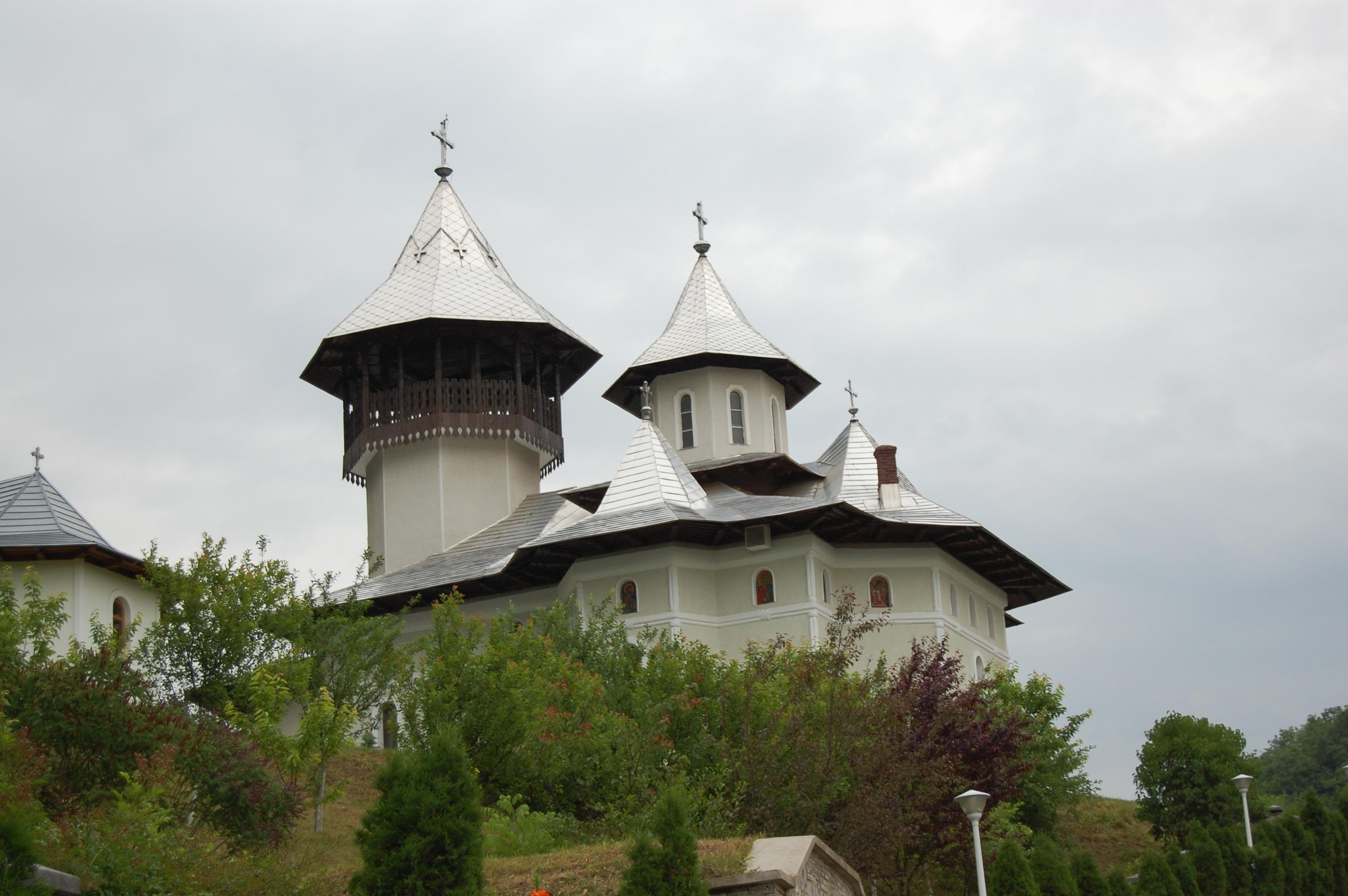
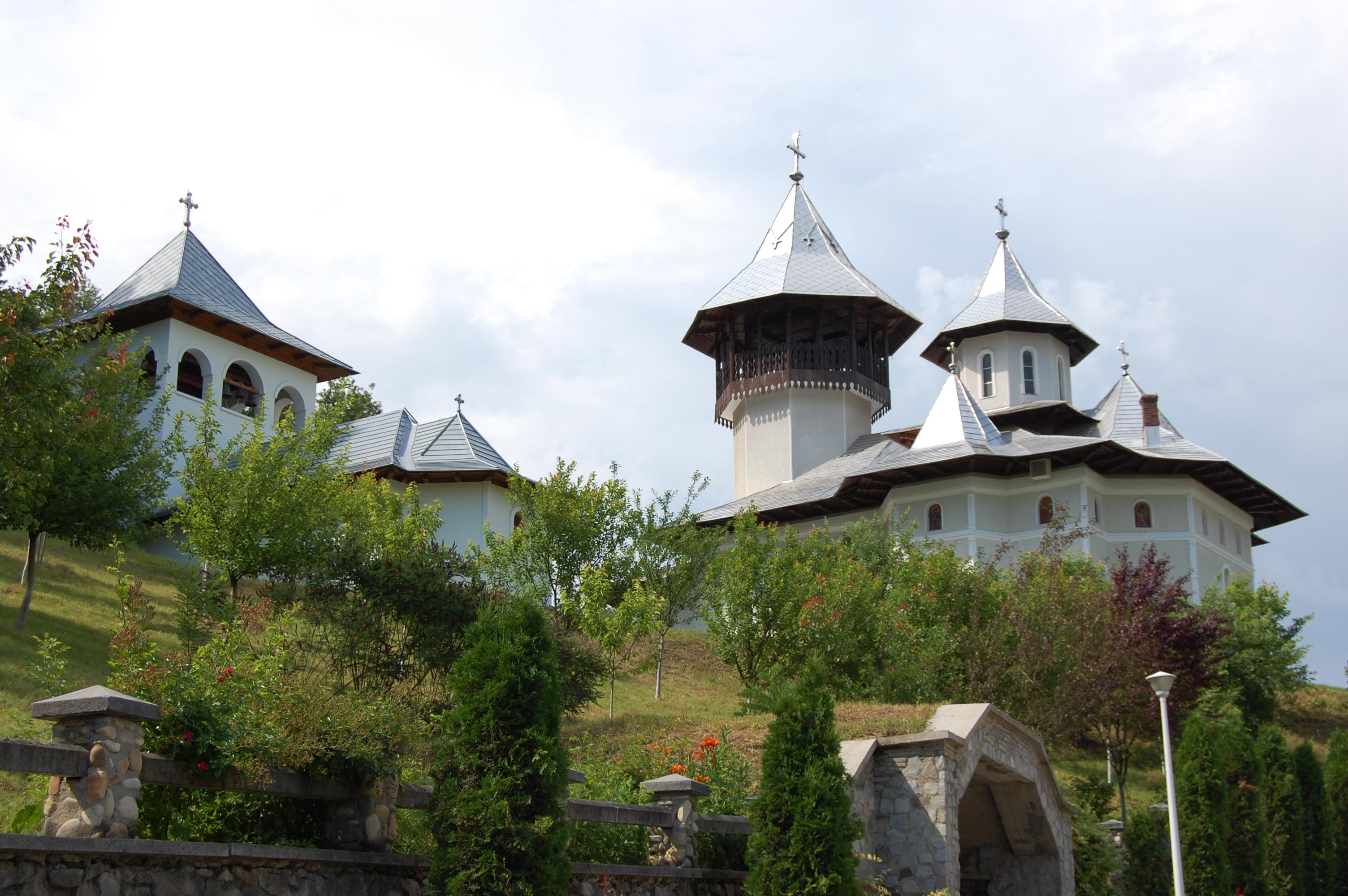
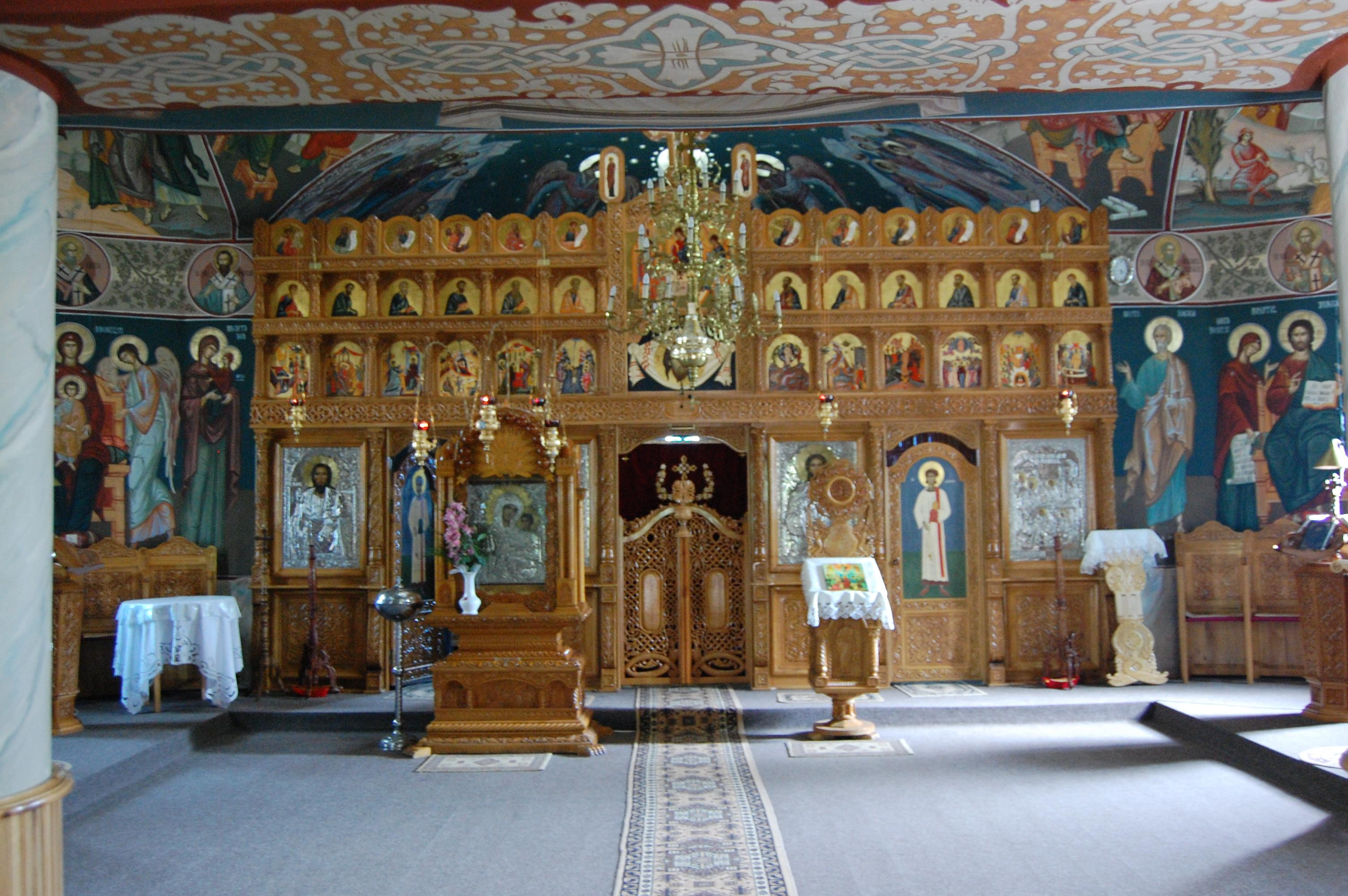
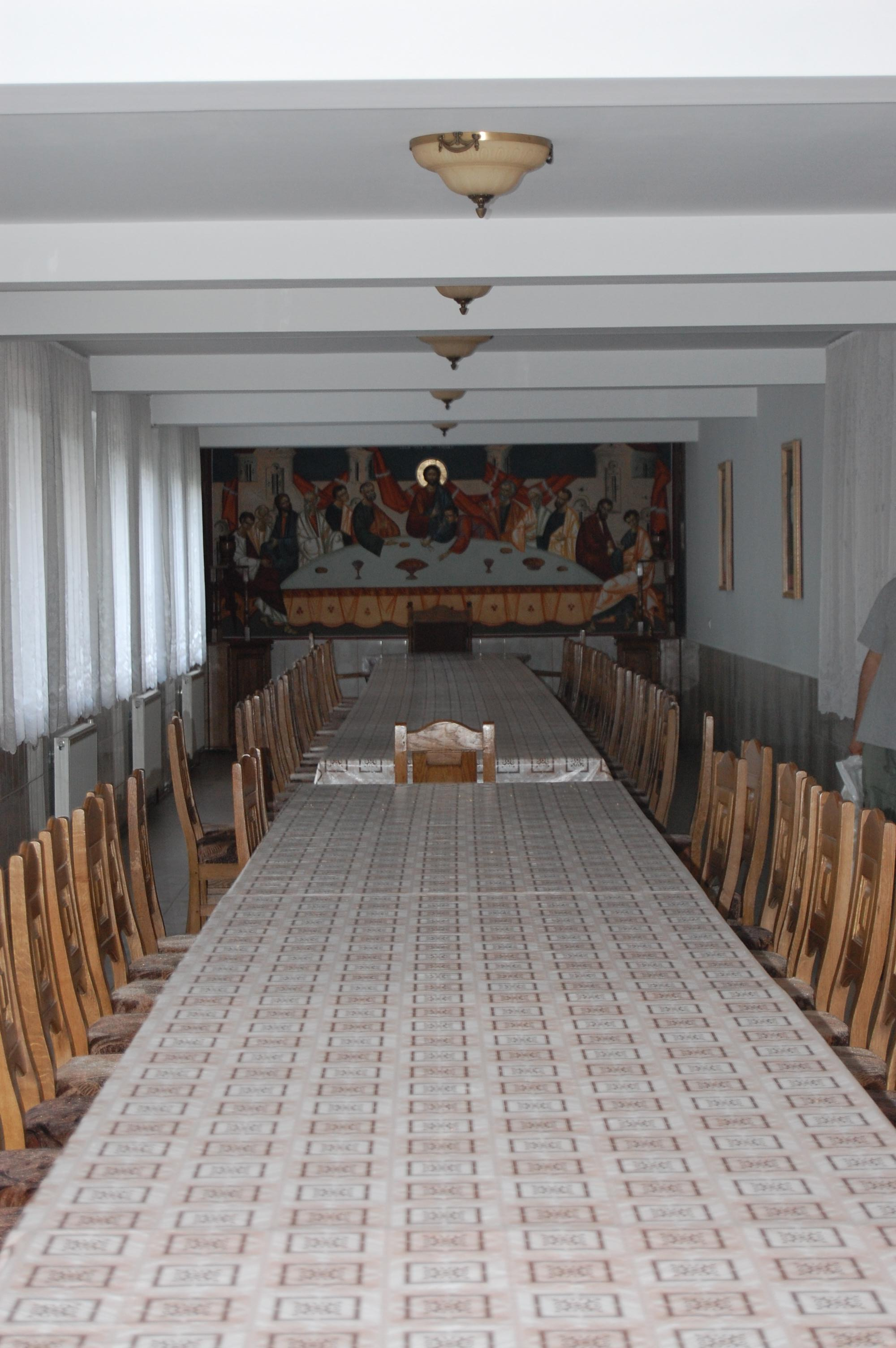
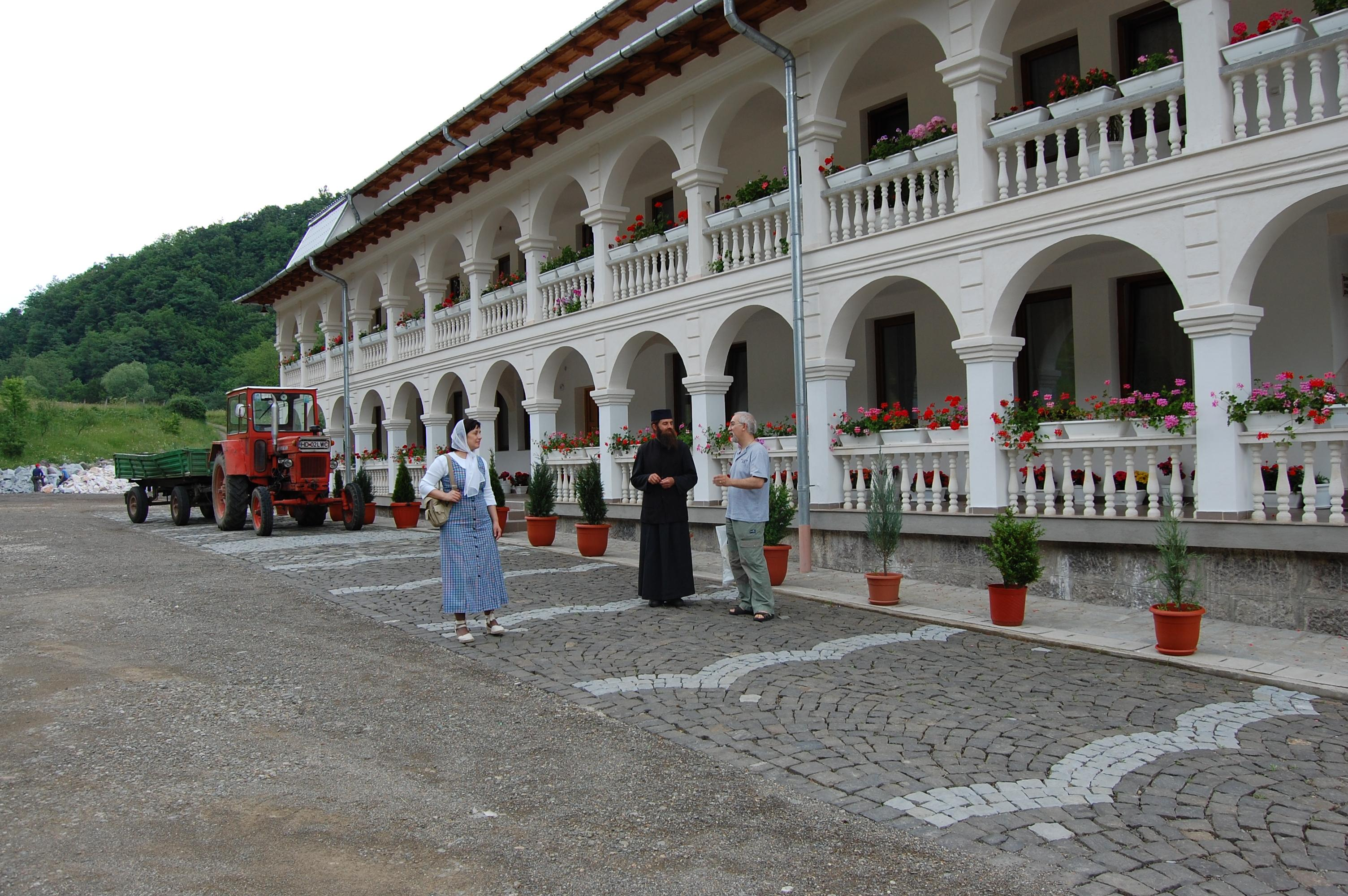